# دانشگاه فدرال سیبری
 دانشگاه فدرال سیبری (روسی: Сибирский федеральный университет که اغلب به SibFU یا SFU خلاصه می‌شود) یک دانشگاه چند رشته‌ای است که در کراسنویارسک در سیبری واقع شده‌است، که تحقیقات و آموزش بنیادی و کاربردی را ترکیب می‌کند.
دانشگاه فدرال سیبری ارتباط نزدیکی با مؤسسات بخش سیبری آکادمی علوم روسیه دارد. بسیاری از دانشمندان این مؤسسات استاد و مدرس این دانشگاه هستند. این دانشگاه دارای مطبوعات دانشگاهی خود است که شامل مجله علمی دانشگاه فدرال سیبری می‌شود. رئیس هیئت امنای دانشگاه دیمیتری مدودف، معاون رئیس شورای امنیت و رئیس‌جمهور و نخست‌وزیر سابق فدراسیون روسیه است.